# Vlag van De Veenhoop

Vlag van De Veenhoop

De vlag van De Veenhoop is de dorpsvlag van het Nederlandse dorp De Veenhoop, in de Friese gemeente Smallingerland. Deze vlag is ontworpen door J.C. Terluin, lid van de Fryske Rie foar Heraldyk. De vlag werd in 2015 geregistreerd.

## Beschrijving
De beschrijving van de vlag is als volgt:
Drie banen van geel, blauw en geschaakt van liggende blokjes van zwart en wit, in drie banen van vijf blokjes de banen in de verhouding van 2 : 7 : 6; in het blauw, aan de broekzijde een gele klaver.
De kleuren zijn afkomstig van het dorpswapen.

## Symboliek
- Blauwe baan: staat voor het water rond het dorp.
- Geschaakte baan: verbeeldt de geschiedenis van de vervening.
- Klaver: symbool voor de agrarische bedrijfsvoering van tegenwoordig.

## Zie ook

Wapen van De Veenhoop